# Joseph Othmar von Rauscher
Joseph Othmar von Rauscher (Bécs, 1797. október 6. – Bécs, 1875. november 24.) a Bécsi főegyházmegye hercegérseke, a római Santa Maria della Vittoria bíborosa, osztrák lovag.

## Életútja
Tanulmányainak befejeztével 1823-ban pappá szentelték. Két évi káplánkodás után 1825-ben a salzburgi líceumban az egyházjog és történelem tanára, 1832-ben a bécsi keleti akadémia igazgatója és címzetes apát, egyúttal Ferenc József magyar királynak bölcsészettanára. 1848-ban seckaui  püspök, 1853-ban bécsi hercegérsek. 1855. december 1-jén, miután a pápai Szentszékkel kötött konkordátumnak létrehozásában (1855. augusztus 18.) nagy része volt, bíboros lett. 1860-ban Reichsrat-képviselő, később az Urak Házának tagja. 1870-ben az első vatikáni zsinaton a pápai tévedhetetlenségi dogma ellen küldött, de azt megyéjében kihirdette. Előmozdította az egyházi művészetet templomok építésével és megújításával. Pásztori körlevelei és szentbeszédei, amelyekben a kor legfontosabb kérdéseit tárgyalja, magasabb irodalmi értékűek. Önálló – befejezetlen  műve: Geschichte der christlichen Kirche (Salzburg, 1829, 2 kötet).
Ferenc Józsefet és Erzsébet királynét ő adta össze.